# Moravské divadlo Olomouc
Het Moravské divadlo Olomouc (Nederlands: Moravisch theater Olomouc) is een Tsjechisch theater in Olomouc. Het theatergebouw is tussen 1828 en 1830 gebouwd in de empirestijl met een classicistische façade aan het Horní náměstí (Bovenplein). Het theater biedt plaats aan ongeveer 400 toeschouwers en behoort tot de oudste theatergebouwen in Tsjechië. Sinds 1958 staat het gebouw op Lijst van culturele onroerend-goedmonumenten in Tsjechië.

## Geschiedenis
De eerste vermelding over theatervoorstellingen in Olomouc komt uit het jaar 1479, toen Wladislaus II van Hongarije en Matthias Corvinus er over de Vrede van Olomouc onderhandelden. In 1573 ontstaat in verband met de oprichting van de plaatselijke jezuïeten-universiteit een schooltheater. De voorstellingen hadden hier vooral een bijbelse of jezuïtische inslag en vonden plaats in ruimten in het convict, in het Hradisko-klooster of bij de Onze-Lieve-Vrouwe-ter-Sneeuw-kerk. Deze theatervoorstellingen werden voornamelijk door professionele toneelspelers opgevoerd. 
Andere theatrale genres werden aangeboden door bezoekende Duitse of Italiaanse theatergezelschappen zoals pantomime, kinderbalet, opera of poppentheater. Hun voorstellingen vonden tot 1742 plaats in een huis aan de Purkhrabská ulice (Burggraafstraat). Tussen 1744 en 1768 vonden theatervoorstellingen plaats in het Hauenschildův palác (Hauenschildpaleis) op de hoek van Dolní náměstí (Benedenplein) en Lafayettova ulice (La Fayettestraat), waar op het hof een zaal toegankelijk was gemaakt. Als gevolg van een ongeluk is deze ruimte gesloten. Tegen het einde van de jaren 40 van de 18e eeuw begon het semi-volkstheater en gedramatiseerde volkstheater een dominante positie in het repertoire, voornamelijk Hanna-opera's, in te nemen, waarvan de eerste de naam Pargamotéka droeg. Rond dezelfde tijd werd er ook begonnen in andere zalen in Olomouc te spelen, zoals in het nieuwe Königliches städtisches Nationaltheater (Koninklijke stedelijke Nationaaltheater) ook aan het Dolní náměstí gelegen of in de rijschool van het Stavovská akademie v Olomouci (Academie van de nobelen in Olomouc).

## Het gebouw
Het theatergebouw is tussen 1828 en 1830 gebouwd aan het Horní náměstí op basis van een ontwerp van architect Josef Kornhäusel. De opening vond plaats op 3 oktober 1830. De eerste Tsjechische voorstelling vond er plaats in 1838 toen de comedie Čech a Němec (De Tsjech en de Duitser) van Jan Nepomuk Štěpánek werd opgevoerd. Omdat de stad Olomouc een Duitse meerderheid had was het theater vooral een Duits instituut, op de façade werden dan ook in 1884 portretten van Duitse culturele grootheden als Schiller, Goethe, Mozart en Wagner aangebracht. Tussen 1924 en 1929 is het theater uitgebreid met een vleugel aan de achterzijde. Een verdere verbouwing van het gebouw vond plaats tussen 1940 en 1941 op basis van een ontwerp van Karl Fischer, waarbij de façade eenvoudig uiterlijk heeft gekregen alsook een puntgevel met pleisterwerk met theatersymbolen van beeldhouwer Vojtěch Hořínek. Boven de ingang is in 1941 oorspronkelijk een stenen Moravische adelaar geplaatst, maar deze is tijdens herstelwerkzaamheden aan de façade in de jaren 90 van de 20e eeuw verwijderd en in het lapidarium van het Vlastivědné muzeum v Olomouci (Heemkundig museum in Olomouc) geplaatst.